# Lego (no profesional)
Un lego o un no-profesional es una persona que no es un experto en un determinado campo de conocimiento (en general, que no tiene formación en ningún área muy especializada o calificada). Su doblete culto es «laico» y originalmente, el término era sinónimo de este (o sea un no-clérigo), aunque con el paso del tiempo el concepto fue evolucionando.
El concepto que describe algo en términos legos ha tenido amplia difusión en el mundo anglófono. Poner algo en términos legos es describir o explicar un tema complejo y técnico, usando palabras y expresiones que el individuo promedio (una persona sin formación profesional en la materia) pueda entender con cierta facilidad, logrando al menos algún grado de comprensión sobre el asunto en cuestión.

## Etimología
En forma breve y por su parte, se puede decir que 'laico' (originalmente y aún hoy) significa «gente común», término que viene del griego laikos que significa «del pueblo», «común», «impío», «usual», «profano», o similar. Del griego pasó al latín como laicus.